# 拉尔夫·圣杰曼
拉尔夫·圣杰曼（英語：Ralph St. Germain，1904年1月19日—1974年8月2日），加拿大男子冰球运动员，场上位置是前锋。他曾代表加拿大参加1936年冬季奥林匹克运动会冰球比赛，获得一枚银牌。